# Liste der Naturdenkmale in Blumberg
| Naturdenkmale | Anzahl |
| ------------- | ------ |
| FND           | 2      |
| END           | 2      |
| Gesamt        | 4      |

Die Liste der Naturdenkmale in Blumberg nennt die verordneten Naturdenkmale (ND) der im baden-württembergischen Schwarzwald-Baar-Kreis liegenden Stadt Blumberg. In Blumberg gibt es insgesamt vier als Naturdenkmal geschützte Objekte, davon zwei flächenhafte Naturdenkmale (FND) und zwei Einzelgebilde-Naturdenkmale (END).
Stand: 31. Oktober 2016.

## Flächenhafte Naturdenkmale (FND)
| Name                     | Bild | Kennung     | Einzelheiten | Position | Fläche Hektar | Datum         |
| ------------------------ | ---- | ----------- | ------------ | -------- | ------------- | ------------- |
| Tannbühl                 | BW   | 83260050003 | Blumberg     | ⊙        | 0,4           | 24. Okt. 1984 |
| Basaltklippe             |      | 83260050001 | Blumberg     | ⊙        | 0,0           | 11. Dez. 1959 |
| Legende für Naturdenkmal |      |             |              |          |               |               |

## Einzelgebilde (END)
| Name                       | Bild | Kennung     | Einzelheiten                                         | Position | Fläche Hektar | Datum         |
| -------------------------- | ---- | ----------- | ---------------------------------------------------- | -------- | ------------- | ------------- |
| Buchener Stumpen – 1 Eiche |      | 83260050004 | Blumberg                                             | ⊙        | 0,0           | 17. Aug. 1988 |
| 1 Feldahorn                |      | 83260050002 | Blumberg Nicht mehr in der LUBW-Datenbank vorhanden. | ???      | 0,0           | 11. Dez. 1959 |
| Legende für Naturdenkmal   |      |             |                                                      |          |               |               |